# Chotiejewo (rejon diemidowski)
Chotiejewo (ros. Хотеево) – wieś (ros. деревня, trb. dieriewnia) w zachodniej Rosji, w osiedlu wiejskim Titowszczinskoje rejonu diemidowskiego w obwodzie smoleńskim.

## Geografia
Miejscowość położona jest nad Wiatszą, przy drodze regionalnej 66K-28 (R120 – Rudnia – Diemidow), 7 km od centrum administracyjnego osiedla wiejskiego (Titowszczina), 10 km od centrum administracyjnego rejonu (Diemidow), 60,5 km od stolicy obwodu (Smoleńsk), 26 km od granicy z Białorusią.
W granicach miejscowości znajduje się ulica Riecznaja (14 posesji).

## Demografia
W 2010 r. miejscowość zamieszkiwało 30 osób.

## Historia
W czasie II wojny światowej od lipca 1941 roku dieriewnia była okupowana przez hitlerowców. Wyzwolenie nastąpiło we wrześniu 1943 roku.
Na mocy uchwały z dnia 28 maja 2015 roku wszystkie miejscowości (w tym Chotiejewo) zlikwidowanej jednostki administracyjnej Dubrowskoje weszły w skład osiedla wiejskiego Titowszczinskoje.